# Animal Justice
Animal Justice è un album di John Cale, pubblicato dalla Illegal Records nel settembre del 1977.

## Tracce
Lato A
1. Chicken Shit – 3:25 (John Cale)
2. Memphis – 3:15 (Chuck Berry)

Lato B
1. Hedda Gabler – 7:53 (John Cale)

## Formazione
- John Cale - voce, chitarra, pianoforte, viola
- Ritchie Flieger - chitarra solista
- Bruce Brody - sintetizzatore
- Jimmy Bain - basso
- Kevin Currie - batteria